# Thirumalacharia curcumae
Thirumalacharia curcumae är en svampart som beskrevs av Rathaiah 1981. Thirumalacharia curcumae ingår i släktet Thirumalacharia, divisionen sporsäcksvampar och riket svampar.   Inga underarter finns listade i Catalogue of Life.